# Erica bibax
Erica bibax är en ljungväxtart som beskrevs av Richard Anthony Salisbury. Erica bibax ingår i släktet klockljungssläktet, och familjen ljungväxter. Inga underarter finns listade i Catalogue of Life.